# 王室情婦
王室情婦（Royal mistress）是古代歐洲王室成員所包養的情婦。古代歐洲的婚姻制度受到基督教的牽制，提倡一夫一妻制，歐洲皇室和貴族離婚受嚴格的條件限制，而且必須由教會同意（天主教等，各自國家信奉的基督宗教教派）。此外，貴族婚姻多半都具有政治上的考量，因此歐洲各國貴族以包養情婦的方式彌補愛情方面的需要。而在一夫多妻制国家中，君主通常会拥有龐大的妾室，情妇較為少見，但仍有一些被君主寵幸的宮女為無妻妾名份的姬侍，亦有少數以民女、寡婦、臣妻或貴族女性為情婦，但未成制度。

## 歐洲皇室情婦地位演變

### 中世紀
中世紀前期，日耳曼人成為歐洲主要統治者，並開始皈依基督教。由於日耳曼人的文化水平比羅馬人低，有的民族連文字也沒有，如果不會拉丁文或者希臘文，就相當于文盲。於是教會便成了中世紀時期西歐保存學術文化的唯一機構，當時只有教士、修士等識字，所以學者幾乎都是教會人士，有些君王甚至連簽名畫押也不會，因此歷史記錄相當匱乏。在這樣的時代背景之下，中世紀的皇室情婦幾乎沒有資料可尋，此外，在強勢的天主教會控制之下，通姦被視為罪惡，皇室情婦毫無地位可言。
英王愛德華三世(1312-1377)的情婦愛麗絲·普瑞兒絲與法王查理七世的情婦艾格妮絲·索瑞兒（或譯作阿涅絲·索蕾）（Agnes Sorel）是中世紀少數幾位有紀錄可尋的皇族情婦。英國議會在愛德華三世死亡後將普瑞兒絲從國庫搜括而來的財產全數充公，她為了將這些財產全數取回，將餘生耗在法庭訴訟，因此國庫紀錄、議會法令、訴訟案件紀錄都有許多相關記載；艾格妮絲·索瑞兒的畫像是現今流傳最久的皇家情婦畫像，教會中有兩片鑲板將聖母瑪利亞畫成她，一片保存在比利時安特衛普皇家博物館，另一片則保存在德國柏林國立美術館。

### 文藝復興至法國大革命
文藝復興時期，德國人約翰尼斯·古騰堡（1397年-1468年）發明鉛活字版使印刷品的價格大大降低，促進了知識的普及，知識不再受教會獨佔，貴族得以將宮中的八卦提供給親友作為茶餘飯後的消遣。在這段時期，原先深受教會箝制的社會，道德禮俗隨之鬆綁，即使在宗教改革時期之後仍信奉天主教的國家也如此。十六世紀到十八世紀，皇家情婦的訊息快速增加，法國宮廷更首度接受女性智力和能力相較於男人毫不遜色，皇家情婦的地位提升如同於官職，必須履行特定義務以換取年金、地位、賞賜。
法國國王法蘭索瓦一世（法語：François I，1594年-1547年）首次冊封最愛的情婦為「官方皇家情婦」，歐洲各國也模仿起「官方皇家情婦」的觀念。十七世紀末，「官方皇家情婦」成為歐洲宮廷的基本配備，如同國王的王冠和權杖一般，英國、法國、德國和其他國家君王提供情婦優渥的賞賜，法國與英國甚至曾出現情婦掌握政權的現象。宗教法庭起源地西班牙並未順應潮流，皇家情婦毫無地位可言，不僅沒有財務上的酬勞，更不可能掌握政權，被遣散後的命運則是驅逐至修道院。葡萄牙國王約翰五世（1689年-1750年）則是直接將一間修道院改成私人後宮，在修女中挑選情婦。
目前的文獻紀錄表示，首位參政的「官方皇家情婦」為法國的黛安·德·波迪耶（法語：Diane de Poitiers），她參與亨利二世國家政策議會，指派官員、主導徵收鹽稅與教堂鐘聲稅，並比照皇室成員只以名字，同時與國王以「亨利黛安」簽署正式文件。下一位參與國家議會為法王亨利四世的情婦加布里葉·德·艾絲緹斯（法語：Gabrielle d'Estrées），她深具外交長才，不僅說服教宗停止支持西班牙腓力二世引發的宗教戰爭，並成功防範吉斯家族的馬耶那公爵（法語：Duc de Mayenne）與莫庫爾公爵（法語：Duc de Mercour）的叛變，以及協助國王推動《南特赦令》（法語：Édit de Nantes)。英國宮廷方面，同時擁有多位情婦的英國查理二世離開皇宮尋歡作樂時，國家大事就交給能幹的情婦波茲茅絲女公爵（法語：Duchess of Portsmouth）執行。
所有皇家情婦中，權力最強大的是龐巴度女侯爵，不僅掌握了津貼、賞賜頭銜、指派職務等大權，官員給予路易十五信件必須先經過她的篩選，而且使節只有她在場時才能晉見國王。若是官員與路易十五談話時讓國王出現動怒的跡象，龐巴度女侯爵有權讓官員離開。她主導參與七年戰爭，成為地下戰爭部長，所有的將領由她指派任命。
有些國王一次只有一名情婦，有些則同時擁有數名情婦，但「官方皇家情婦」的名額只有一位，所以國王通常會選擇冊封最愛而且擁有貴族身份的情婦。宮廷中的人士認為只有具備高貴身份的貴族才有資格成為皇家情婦，中產階級和平民出身的情婦經常受到歧視或排擠。像是歐洲史上公認權勢無人可匹敵的龐巴度女侯爵為中產階級人士，曾受到某些貴族看不起；而法國大革命受害者杜巴利伯爵夫人曾是交際花，在「官方皇家情婦」的六年生涯中被大部分貴族排擠。但對於一般的平民而言，樂於看見與自己階級相同的女子被提拔為國王情婦。英王查理二世的情婦奈爾·圭恩出身平民，從未被上流社會接納，每年津貼也只有區區的四千英鎊，但平民普遍認為信仰新教的奈爾·圭恩靠著自己的才華與努力力爭上游，而廣受中下階層歡迎，對於同一時期信仰天主教的首席情婦波茲茅絲女公爵則充滿敵意。

### 法國大革命之後
法國大革命之前，所有的報紙嚴禁出現對國王不利的言論，十九世紀出現的自由新聞業對於皇室醜聞很感興趣，一旦醜聞爆發必定成為頭條新聞。因此，皇室成員對於外遇行為更加留意，然而國王對於情婦的需求並沒有改變，通姦行為仍然頻繁，只不過隱藏於幕後。此外，法國大革命之後，國王的話不再是唯一的律法，不能隨意從國庫取出錢財賞賜情婦，不能冊封情婦為女公爵、伯爵等官方爵位，更不能公然讓情婦居住在皇宮和城堡，而且情婦也不能干涉政治，皇室成員只能從自己的財產中取出一部分做為情婦的賞賜。
巴伐利亞國王路德維希一世偏偏與大環境作對，付出了被迫退位的慘痛代價。1832年普法爾茨爆發了漢巴赫節起義，他加強了書刊、信件的檢查機制，遭到了人民的普遍反對，又強迫議會冊封情婦蘿拉·蒙蒂茲(又譯作羅拉·蒙特斯)(Lola Montez)為藍斯菲爾女伯爵(Countess of Landsfeld)，加深人民的反抗，終於在1848年2月29日爆發1848年革命，蘿拉‧蒙蒂茲被驅逐出境，路德維希一世被迫讓位給長子馬克西米利安二世。

## 皇家情婦的收入與福利
皇家情婦與王后不同，王后只要不公然通姦或叛國，地位穩固如磐石。情婦的地位隨時面臨被遣散的命運，而且宮廷中有許多女貴族虎視眈眈，想盡一切辦法與手段獲得「官方皇家情婦」這個寶座，因此許多皇家情婦上任後就會以各式各樣的方式獲得財產，以應付突然被遣散後的生活。這些賞賜包含國王直接賞賜的津貼、珠寶、房地產和其他禮物；國王冊封為女公爵與女伯爵等官方頭銜(附帶城堡和土地);以及他國大使、政府官員、貴族致贈的禮物，這些禮物包也含大臣們為達到自己的目的所給予皇家情婦的賄賂。
由於皇家情婦是國王炫耀用的附屬品，因此宮廷中存在著不成文的規定：皇家情婦的穿著、珠寶和排場絕對要贏過所有的婦女，王后也不例外，所以情婦的賞賜與龐大的開銷往往超乎現代人的想像。

### 年金與津貼
國王通常是按月賞賜皇家情婦津貼以維持情婦華麗璀璨的外表與排場，但情婦的津貼並無定數。法王路易十五最後一任情婦杜巴利伯爵夫人最高曾獲得三十萬里弗赫(livre)的津貼。英王查理二世首任官方皇家情婦克里夫蘭女公爵於1674年的津貼包含國王直接給予的現金一萬五千鎊、關稅一萬英鎊、郵局收入四千七百英鎊、酒商執照三千五百英鎊;第二任官方皇家情婦波茲茅絲女公爵曾在1681年獲得十三萬六千英鎊。英王愛德華七世則從未固定給予情婦莉莉·兰特里津貼，但是仍然被認為在公開場合必須穿著華麗的新衣出現。

### 冊封頭銜
國王冊封情婦為女公爵、侯爵和伯爵等貴族頭銜，首創於1532年亨利八世冊封安妮·博林為潘布魯克女侯爵(Marchioness of Pembroke)，被冊封的情婦得以享有貴族與種種特權，也附帶了大筆收入，是皇家情婦最大的恩寵之一。國王冊封的理由不一，亨利七世於1594年冊封艾絲緹絲(Gabrielle d'Estrées)為貝福特女公爵(Duchess of Beaufort)作為確認她地位的禮物。有時候國王冊封則是對情婦膩了給予的分手禮，例如:法王路易十四冊封拉瓦莉埃(Louise de La Vallière)為女公爵是因為移情別戀。在大部分的情況下，冊封情婦是作為包養的禮物。

### 豪華住所
皇家情婦在國王的每座城堡、行宮都有豪華的房間可使用，而且通常比王后的房間豪華，數量也較多，例如:路易十四的瑪麗亞·泰瑞莎王后擁有十一間房間，而官方皇家情婦蒙緹絲班女侯爵(marquise of Montespan)擁有二十間。

### 其他
1.代償賭債：過去上流社會的例行消遣包含賭博，賭注必定要下很大，大輸也必須快速還債，否則會被恥笑沒錢。國王代償賭債是皇家情婦的福利之一。
2.賄賂禮物：一個外國的使節，常為了讓皇家情婦說服國王同意對其本國有利的政策，或是貴族想要得到某些官位而贈送官方皇家情婦價值不菲的禮物，這種行為在法國大革命前視為可接受的行為。
3.從事賣官鬻爵、販賣皇家特權、投資私掠船隊等，現代視為違法的收入。

## 官方皇家情婦的義務
官方皇家情婦為國王公開承認，且具有貴族爵位的首席情婦。如果首席情婦本身不具有貴族爵位，國王會直接冊封為女公爵、女侯爵或女伯爵，或者冊封情婦的丈夫為公爵、侯爵或伯爵，甚至直接將情婦許配給上級貴族，藉此提升情婦的地位。法國的官方情婦在獲得頭銜之後，還必須由一位女貴族正式引見，並且在全宮廷貴族朝臣的面前於不同房間正式晉見國王與王后。官方皇家情婦的義務如下:
- 性事
- 取悅國王
- 接待外國使節
- 包辦國王的娛樂活動
- 戰爭時財產繳交國庫

## 皇室私生子女
由於情婦的侍寢，是出自於君王的自由戀愛，因此近代歐洲人普遍認為君王的私生子比婚生子健康，例如：路易十四六名婚生子有五名在年幼時即夭折，眾多私生子卻活得好好的。實際上，歐洲皇室的政治婚姻經常近親通婚，所以婚生子基因品質通常不如私生子，甚至健康狀況、容貌美醜、智力發展都是如此。但就算是君王的私生子，除非父親另外賜與封爵或官職，是沒有任何正式身分的。

### 皇室私生子女地位演變

#### 中世紀
中世紀沒有明確的婚姻和離婚相關法條，所以中世紀曾出現皇室私生子建立的王朝，例如:威廉一世建立的英格蘭諾曼王朝以及十四世紀的葡萄牙和卡斯提爾。十二和十三世紀挪威國王若無婚生子可繼承王位，就由私生子繼承王位。

#### 文藝復興
文藝復興到法國大革命期間的皇室情婦權勢地位達到最高峰，相反卻讓私生子失去成為君王的機會，但國王可以用頒布命令的方式使私生子女具有合法地位，再冊封貴族頭銜。由於私生子女血統不合法，所以不適合與外國王族交結秦晉之好，卻是本國貴族炙手可熱的政治聯姻對象。君王的私生男丁可藉由擔任將領或高官獲得榮耀，私生女卻經常嫁到強大難制或有叛變紀錄的顯貴，作為國王綏靖顯貴的政治人質。

#### 法國大革命之後
法國大革命後皇室情婦失去被冊封為貴族與享有高額津貼賞賜的權利，皇室私生子女亦然，但上流社會仍歡迎皇室情婦與私生子女的參與。但在十九世末之後，皇室成員外遇不再被社會認可，情婦與私生子女再度隱藏於幕後。

## 歐洲皇室情婦列表
- 歐洲王室情婦列表
- 法國王室情婦列表
- 英國王室情婦列表
- 俄羅斯皇室情婦列表